# 片翼のイカロス
「片翼のイカロス」（かたよくのイカロス）は、2008年1月25日にリリースされた榊原ゆいの10作目のシングル。発売元はb-fairy records。

## 概要
タイトルにある「イカロス」とはギリシア神話の登場人物であるイーカロスのこと。収録曲は2曲とも、テレビアニメ『H2O -FOOTPRINTS IN THE SAND-』へのタイアップとなっており、榊原自身、同アニメおよび原作ゲームに声優として出演している。ジャケットには、同作の主要人物である弘瀬琢磨、小日向はやみ、神楽ひなたのイラストが使用されている。また、2曲とも携帯電話の着うたフルとしてインターネット上で配信されている。また、「片翼のイカロス」は榊原ゆい以外の別の歌手によるアレンジバージョンが数種類存在しており、これらも着うたフルとして配信されている。
自身のアルバム『EVERGREEN』の初回限定版付属のDVDに、「片翼のイカロス」の録り下ろしプロモーションビデオが収録されている。

## 収録内容
1. 片翼のイカロス [4:10] 
  - 作詞・作曲：上松範康、編曲：藤間仁
  - テレビアニメ『H2O -FOOTPRINTS IN THE SAND-』オープニングテーマ
2. スイッチ・オン♪ [3:47] 
  - 作詞：kanoko、作曲：藤間仁、編曲：菊田大介
  - テレビアニメ『H2O -FOOTPRINTS IN THE SAND-』第四刻挿入歌
3. 片翼のイカロス（off vocal）
4. スイッチ・オン♪（off vocal）